# مارلين فانس
مارلين فانس (بالإنجليزية: Marilyn Vance)‏ هي منتجة أفلام ومخرجة أمريكية، ولدت في القرن العشرين في الولايات المتحدة.

## وصلات خارجية
- مارلين فانس على موقع IMDb (الإنجليزية)
- مارلين فانس على موقع ألو سيني (الفرنسية)
- مارلين فانس على موقع أول موفي (الإنجليزية)
- مارلين فانس على موقع قاعدة بيانات الأفلام السويدية (السويدية)
- مارلين فانس على موقع قاعدة بيانات الفيلم (الإنجليزية)
- مارلين فانس على موقع كينوبويسك (الروسية)